# DNA (Little Mix-låt)
DNA är låt av den brittiska tjejgruppen Little Mix från deras album med samma namn som släpptes den 1 oktober 2012. Låten är skriven av tjejerna själva, Tom Barnes, Ben Kohn, Peter Kelleher och Iain James. Låten har också influenser av electropop.